# Panzeria longicarina
Panzeria longicarina là một loài ruồi trong họ Tachinidae.